# برزخ (إسلام)
البَرزَخ بشكل عام، هي فكرة عن عالم غير ملموس مستعملة في الفكر الإسلامي. معناه اللغوي هو مكان يفصل بين شيئين. أما أكثر المسلمون يطلقه على العالم الذي يفصل عالم الموت ويوم القيامة. أما الصوفيون، فيعتبروه مرتبة فكرية إدراكية معرفية. وهي ذكرت في القرأن وتم تفسيرها من خلال الأحاديث وتبنتها الفرق الإسلامية بفروقات بينها وأن حياة الإنسان الذي عاش ومات مقسمة لثلاث أقسام وهي حياة الدنيا وحياة البرزخ وحياة الآخرة في المعتقد الإسلامي.

## حياة الإنسان
تنقسم حياة الإنسان إلى ثلاثة:
1. حياة الدنيا وهي التي يعيشها.
2. بين الحياة الدنيا وبين الآخرة حياة البرزخ
3. حياة الآخرة (يوم القيامة).

## البرزخ
يُعرف البرزخ على أنه الحياة التي تأتي ما بعد الموت، البَرزَخ بشكل عام، هي فكرة عن عالم غير ملموس مستعملة في الفكر الإسلامي. معناه اللغوي هو مكان يفصل بين شيئين. أما أكثر المسلمون يطلقه على العالم الذي يفصل عالم الموت ويوم القيامة وفي هذه الحياة تبدأ مرحلة جديدة تتصف بالحساب على ما أسلفه الإنسان في الحياة الدنيا. وتختلف الحياة البرزخية اختلافاً كلياً عن الحياة الدنيوية وعن الحياة الأخروية حياة البرزخ على حسب حياة الإنسان في الدنيا:
فالمؤمن ينعم في البرزخ وروحه في الجنة وجسده يناله بعض النعيم.
والكافر روحه تعرض على النار، ويناله نصيب من العذاب، وينال جسده نصيب من العذاب.ويكون حفرة من حفرة النيران فيرى من النار من أفاتها وحرها وعذابها حتى يلقى ربه إن كان غير صالحاً، ويرى العبد مقعده في الجنة ومقعده في النار فيفرح ويستبشر الصالح ويزداد الطالح غماً وقنوتاً وعذاباً على غمه وعذابه، ويدوم الحال على الميت، فيبقى المنعم منعما بل ويزيده على ذلك نعيم الجنة ويبقى المعذب معذباً إلى يوم يبعثون، ومجمل تفصيل كل ما ورد ذكره دلت عليه النصوص الشرعية، فقد استعاذ النبي محمد صلى الله عليه وسلم من عذاب القبر، فبين حال العبد الصالح عندما توفيه المنية وقارن بينه وبين العبد الطالح.
وللقبر ضمة لا يسلم منها عبد قط، وهي أول مرحلة في الحياة البرزخية، ينبغي أن يمر بها كل عبد خلقه الله حسب المعتقد الإسلامي.
وتختلف الحياة البرزخية اختلافاً كلياً عن الحياة الدنيوية وعن الحياة الأخروية، فكل له صفات ومقومات تتميز في شيء يسمو على الأخر ففي الحياة البرزخية تسمو النفس على كل من الجسد والروح، كما ويختلف كل منها في أوجه كثيرة أهمها: أن الروح ذات صلة دائمة بالبدن فهي تتعلق به تعلقا خاصاً، فإنها وإن فارقت الجسد وانسلخت عنه عند قبضها، فإنها لا تفارقه بشكل كلي، بحيث لا يبقى لها التفات ابداً، وإنما تعود إليه أحياناً في بعض الأوقات، كعودتها فور سؤال الملكين عند نزوله إلى القبر، كما أن تسليم المسلم على الميت عند زيارته له يستذكرها أيضاً. وهذا الرد هو عملية إعادة معينة للروح لا تكرر حياة البدن قبل البعث.
ومن مقتضيات الحياة البرزخية معرفة الميت لكل من يزوره من البشر، كما ويسمع الميت على الأرجح لخطاب كل من يزوره.
ومع كل ما ذكر اعلاه عن حياة البرزخ، يؤمن المسلمون أن هنالك الكثير من الحقائق التي لا يعلمها إلا الله ولا يدركها إلا الميت نفسه، وعلى العبد المسلم الإيمان والتسليم بمقتضيات الموت وأن يعلم أنه ملاقي ربه في يوم من الأيام.

## ماهيّة حياة البرزخ
حياة البرزخ على حسب حياة الإنسان في الدنيا:
- فالمؤمن ينعم في البرزخ وروحه في الجنة وجسده يناله بعض النعيم.
- والكافر روحه تعرض على النار، ويناله نصيب من العذاب، وينال جسده نصيب من العذاب.

هذه حال البرزخ، المؤمن في سعادة ونعيم، وأخبر النبي محمد أن روح المؤمن في الجنة تسرح في الجنة حيث شاءت، إن نعيم البرزخ وعذابه مذكور في القرآن في أكثر من موضع: فمنها قوله تعالى: {ولو ترى إذ الظالمون في غمرات الموت والملائكة باسطو أيديهم أخرجوا أنفسكم اليوم تجزون عذاب الهون بما كنتم تقولون على الله غير الحق وكنتم عن آياته تستكبرون} وهذا خطاب لهم عند الموت وقد أخبرت الملائكة وهم الصادقون أنهم حينئذ يجزون عذاب الهون ولو تأخر عنهم ذلك إلى انقضاء الدنيا لما صح أن يقال لهم اليوم تجزون.
و منها قوله تعالى فبما أخبر عن آل فرعون،{النَّارُ يُعْرَضُونَ عَلَيْهَا غُدُوّاً وَعَشِيّاً وَيَوْمَ تَقُومُ السَّاعَةُ أَدْخِلُوا آلَ فِرْعَوْنَ أَشَدَّ الْعَذَابِ} (غافر:46)، فالكفار أرواحهم معذبة وأجسادهم ينالها نصيبها من العذاب حتى يبعث الله الجميع ثم تسير أرواح المؤمنين إلى الجنة وأرواح الكفار إلى النار، هؤلاء مخلدون في الجنة وهؤلاء مخلدون في النار.

## في اللغة
في اللغة العربية البرزخ هو الحاجز الفاصل بين شيئين مختلفين والمانع لاختلاطهما وامتزاجهما. وهذا المعنى يستعمل بكثرة في الجغرافيا. واتخذت معنى غيبي بعد ورود الكلمة في سورة المؤمنون الأية 100 بمعنى العالم الفاصل بين الموت ويوم القيامة.

## البرزخ في القرآن
لقد جاء ذكر البرزخ في القرآن بثلاث مواضع. في موضعين اثنين بمعنى أرض ملموسة وهما:
- سورة الرحمن: ﴿مَرَجَ الْبَحْرَيْنِ يَلْتَقِيَانِ ۝١٩ بَيْنَهُمَا بَرْزَخٌ لَا يَبْغِيَانِ ۝٢٠ فَبِأَيِّ آلَاءِ رَبِّكُمَا تُكَذِّبَانِ ۝٢١﴾ [الرحمن:19–21]
- سورة الفرقان: ﴿وَهُوَ الَّذِي مَرَجَ الْبَحْرَيْنِ هَذَا عَذْبٌ فُرَاتٌ وَهَذَا مِلْحٌ أُجَاجٌ وَجَعَلَ بَيْنَهُمَا بَرْزَخًا وَحِجْرًا مَحْجُورًا ۝٥٣﴾ [الفرقان:53]

أما الموضع الثالث فيدل على عالم غيبي غير ملموس وهي:
- سورة المؤمنون: ﴿لَعَلِّي أَعْمَلُ صَالِحًا فِيمَا تَرَكْتُ كَلَّا إِنَّهَا كَلِمَةٌ هُوَ قَائِلُهَا وَمِنْ وَرَائِهِمْ بَرْزَخٌ إِلَى يَوْمِ يُبْعَثُونَ ۝١٠٠﴾ [المؤمنون:100]

## البرزخ في السنة النبوية
وردت أحاديث صحيحة كثيرة عن حياة البرزخ منها ما رواه أنس بن مالك قال: (إنَّ نبيَّ اللَّهِ صلَّى اللهُ عليْهِ وسلَّمَ دخلَ نخلًا لبني النَّجَّارِ، فسمعَ صوتًا ففزعَ، فقالَ: مَن أصحابُ هذِهِ القبورِ؟ قالوا: يا رسولَ اللَّهِ ناسٌ ماتوا في الجاهليَّةِ، فقالَ: تعوَّذوا باللَّهِ من عذابِ النَّارِ، ومِن فتنةِ الدَّجَّالِ قالوا: وممَّ ذاكَ يا رسولَ اللَّهِ؟ قالَ: إنَّ المؤمنَ إذا وُضعَ في قبرِهِ أتاهُ ملَكٌ فيقولُ لَهُ: ما كُنتَ تعبدُ؟ فإنِ اللَّهُ هداهُ قالَ: كنتُ أعبدُ اللَّهَ، فيقالُ لَهُ: ما كنتَ تقولُ في هذا الرَّجلِ؟ فَيقولُ هوَ عبدُ اللَّهِ ورسولُهُ، فما يَسألُ عَن شيءٍ، غيرِها، فينطَلقُ بِهِ إلى بيتٍ كانَ لَهُ في النَّارِ فيقالُ لَهُ: هذا بيتُكَ كانَ لَكَ في النَّارِ، ولَكنَّ اللَّهَ عَصمَكَ ورحمَكَ، فأبدلَكَ بِهِ بيتًا في الجنَّةِ، فيقولُ: دَعوني حتَّى أذْهبَ فأبشِّرَ أَهلي، فيقالُ لَهُ: اسْكُنْ، وإنَّ الْكافرَ إذا وُضِعَ في قبرِهِ أتاهُ ملَكٌ فينتَهرُهُ فيقولُ لَهُ: ما كنتَ تعبدُ؟ فيقولُ: لا أدري، فيقالُ لَهُ: لا دَريتَ ولا تَلَيتَ، فيقالُ لَهُ: فما كُنتَ تقولُ في هذا الرَّجلِ؟ فيقولُ: كنتُ أقولُ ما يقولُ النَّاسُ، فيضربُهُ بمِطراقٍ من حَديدٍ بينَ أذنيْهِ، فيصيحُ صيحةً يسمعُها الخلقُ غيرُ الثَّقلينِ)
وقد اتفق أهل السنة والجماعة أن البرزخ عالم الأموات الذي ينتظر به المسلمون يوم القيامة. وأنه «إقناط كلي لما علم أنه لا رجعة يوم البعث إلاّ إلى الآخرة».

## البرزخ عندالشيعة
قال القمّي أن البرزخ هو امر بين هو الثواب والعقاب بين الدنيا والآخرة وأن جعفر الصادق قال «وما اخاف عليكم الاّ البرزخ وامّا إذا صارالامر الينا فنحن اولى بكم». وقال الضحاك: «هو الحاجز بين الدنيا والاخرة: وقيل البرزخ الإمهال. وقيل: كل فصل بين شيئين برزخ. وفي الآية دلالة على أن احداً لا يموت حتى يعرف اضطراراً منزلته عند الله وانه من أهل الثواب أو العقاب - في قول الجبائي وغيره - وفيها دلالة أيضاً على انهم في حال التكليف يقدرون على الطاعة بخلاف ما تقول المجبرة».

## عندالصوفية
عند الصوفية معنى بطني للبرزخ والأمكنة التي يفصل بها. فقال سهل: "أن البحرين هما أوامر الخير وأوامر الشر بينهما برزخ لا يبغيان وهو العصمة والتوفيق". وذكر أبو القاسم أن البحرين هما الرب والإنسان والبرزخ هو دلالة على الهوة السحيقة بينهما. وذكر القشيري أن "البحران. إشارة إلى النفس والقلب، فالقلب هو البحر العَذْب والنفس هي البحر الملح. أما ابن عربي، شيخ الصوفية، فقال أن البحرين هما البحر الهيولى الجسمانية، الذي هو الملح الأجاج، وبحر الروح المجردة الذي هو العذاب، أما البرزخ فهو النفس الحيوانية التي ليست في صفاء الأرواح المجردة ولطافتها.